# Vengeance sarde
Pour plus de détails, voir Fiche technique et Distribution.
Vengeance sarde (Vendetta... sarda) est une comédie italienne réalisée par Mario Mattoli et sortie en 1952.

## Synopsis
Deux cousins sardes, Gualtiero et Pinuccio Porchiddu, travaillent dans le restaurant Somarello d'oro du Cavalier Bertucci à Milan. Un jour, Gualtiero, très endetté, apprend la mort de son oncle Elias dans son village de Dente di Canu. Certain d'être son héritier universel, il part pour la Sardaigne accompagné de ses deux créanciers, le serveur Mario et le cuisinier Riccardo. Arrivé au village, Gualtiero apprend que son oncle Elias a été assassiné par la famille rivale, les Leoni : il est donc obligé de le venger. Affamés, les trois hommes arrivent à la maison des Porchiddu, où ils jeûnent en l'honneur du défunt.
Ayant échappé sans le savoir à une tentative d'assassinat, ils se retrouvent chez les Leoni où se déroule la « fête des fiancés ». Tous trois dansent et se lient d'amitié avec Annesa, Gavina et Efisia, les jeunes filles des Leoni, mais lorsqu'on découvre que Gualtiero est un Porchiddu, les choses changent : tous trois provoquent en duel autant de Leoni. Annesa, éprise de Gualtiero, lui assure qu'elle chargera les fusils des frères à blanc. Pendant ce temps, l'autre Porchiddu, le cousin Pinuccio, arrive de Milan, accompagné de Lulù, l'ami de Bertucci, et de Bertucci lui-même, qui a découvert que le véritable héritier est Pinuccio.
Annesa, jalouse de Lulu, remet les balles dans les fusils. Les trois amies s'enfuient, poursuivies par les Leoni. Le massacre est sur le point d'avoir lieu, quand le vieux Leoni arrête tout : pensant que les filles sont déshonorées, il exige un mariage réparateur. Gualtiero, Mario et Riccardo retournent à Milan en compagnie des trois fiancés, le Cavalier Bertucci se réconcilie avec Lulù, tandis que Pinuccio, ayant revendiqué l'héritage des Porchiddu, entre de plain-pied dans la querelle des familles.

## Fiche technique
- Titre français : Vengeance sarde[1]
- Titre original : Vendetta... sarda[2],[3]
- Réalisation : Mario Mattoli
- Scénario : Ruggero Maccari, Steno, Mario Monicelli
- Photographie : Mario Albertelli (it)
- Montage : Mario Serandrei
- Musique : Armando Fragna (it)
- Décors : Alberto Boccianti (it)
- Production : Nicola Naracci, Angelo Mosco
- Société de production : Excelsa Film
- Format : Noir et blanc - 1,37:1 - son mono - 35 mm
- Pays de production :  Italie
- Langue originale : italien
- Durée : 93 minutes
- Genre : comédie
- Date de sortie :
  - Italie : 21 février 1952
  - France : 20 janvier 1954

## Distribution
- Walter Chiari : Gualtiero Porchiddu
- Riccardo Billi : Riccardo
- Mario Riva : Mario
- Carlo Campanini : Ottavio
- Carlo Croccolo : Pinuccio Porchiddu
- Giovanna Pala : Lulu
- Franca Marzi : Annesa Leoni
- Benedetta Rutili : Efisia Leoni
- Anna Maestri : Gavina Leoni
- Furio Meniconi : premier frère Leoni
- Angelo Dessy : deuxième frère Leoni
- Ughetto Bertucci : troisième frère Leoni
- Mario Feliciani : Oncle Porchiddu
- Dorian Gray : Columba Porchiddu
- Rita Andreana : deuxième sœur de Porchiddu
- Primarosa Battistella : troisième sœur de Porchiddu
- Mariano Laurenti : Rinaldu, le fiancé de Columba
- Guglielmo Inglese : cavalier Rossetti
- Alberto Sorrentino : Narciso Bellezza
- Giorgio Bixio : commandant génois
- Totò Mignone : ascenseur de l'hôtel sarde
- Mimo Billi : chef de gare à Dente di Canu
- Silvana Jachino : préposé au vestiaire